# PSNow!
PSNow! Spanish Portable Magazine és una revista digital per llegir a la PlayStation Portable. Va néixer amb la idea d'un projecte d'actualitat per aprofitar una més de les grans possibilitats de PSP. La revista s'edita en imatges digitals, que descarregant-les a la portàtil de Sony.

## Temàtica
La temàtica d'aquesta revista són els videojocs, específicament sobre les consoles PSP (PlayStation Portable) i PS3 (PlayStation 3), i el món de PlayStation en general. Se centra bastant en les anàlisis, avanços i reportatges sobre els últims llançaments per PlayStation, encara que també es poden trobar apartats per a accessoris, pel·lícules i música en UMD o notícies, etc.

## Història
El primer exemplar es va publicar el dia 1 de setembre de 2005, juntament amb el llançament de PSP a Espanya, sota el nom de Revista TodoPSP. Va ser una de les primeres revistes hispanes disponibles per a llegir des d'una PSP. Fins a l'actualitat ha anat complint mes a mes amb el seu propòsit i publicant edicions amb nombrosos continguts.
Al juny del 2006 el nom de la publicació va canviar a PSNow! Spanish Portable Magazine i va començar una etapa nova per a aquesta publicació, canviat de política, disseny, continguts i pàgina web.